# 宝蔵庵塔心礎

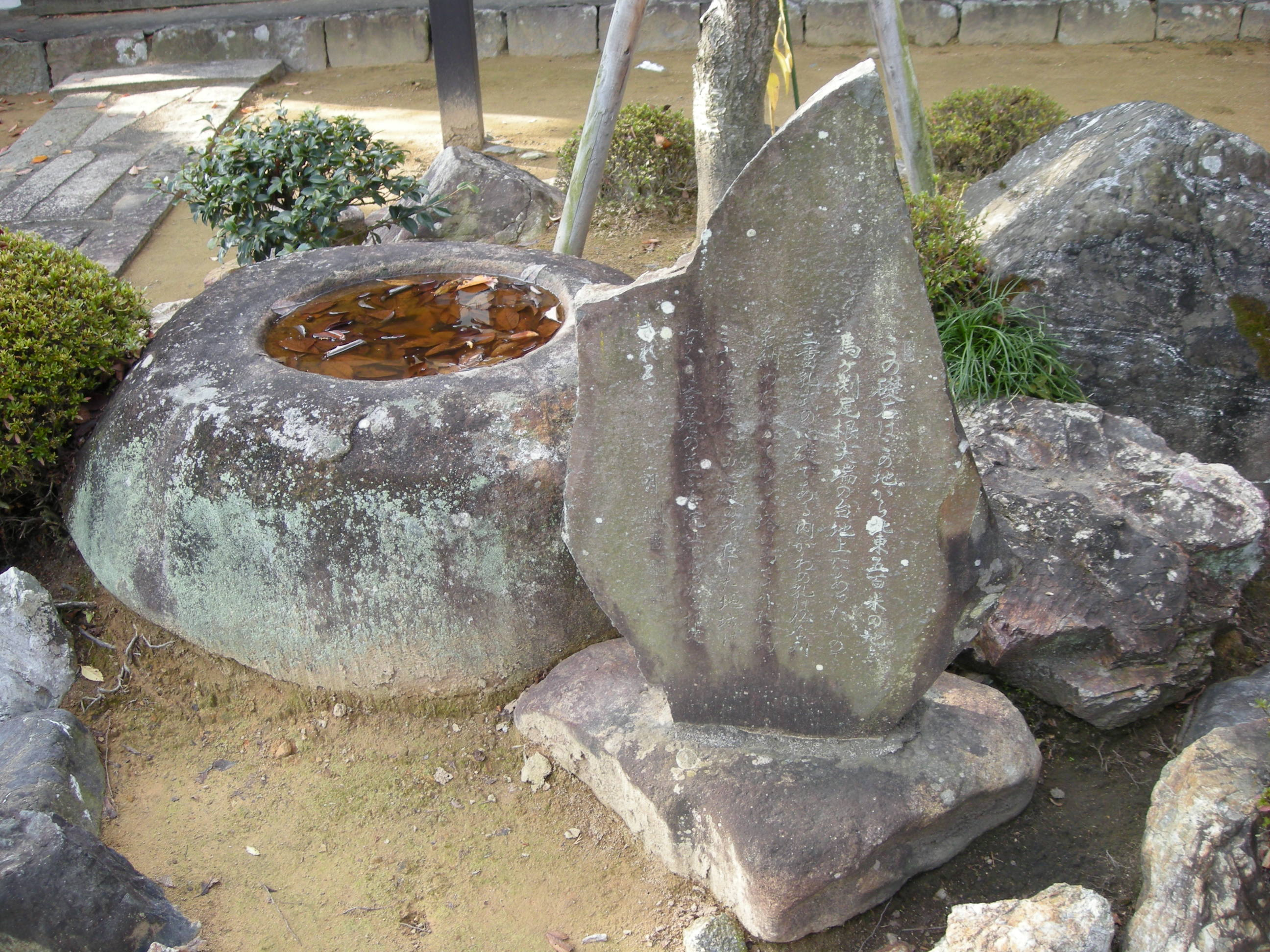
宝蔵庵塔心礎

宝蔵庵塔心礎（ほうぞうあんとうしんそ）とは、岐阜県各務原市鵜沼大安寺町にある室町時代に造られた古代寺院宝蔵庵の塔心礎。
市指定文化財（昭和42年2月）。
宝蔵庵は室町時代初めの記録によると濃州鵜沼庄に所在した揖斐郡谷汲村横蔵寺の末寺である。
現在、礎石は大安寺（各務原）に所在するが、この地より北東約500mの丘陵から移されたもので、その地が宝蔵庵の跡とされている。

## 概要
- 大きさ：不明
- 舎利孔径：不明

## 所在地
- 岐阜県各務原市鵜沼大安寺町1-11

## 交通アクセス
- 各務原市ふれあいバス

平日・休日　東部・南部線「つつじが丘北」下車　徒歩5分
休日（土・日・祝日）　循環休日線「大安寺前」下車